# Kanton Grisolles
Kanton Grisolles is een voormalig kanton van het Franse departement Tarn-et-Garonne. Kanton Grisolles maakte deel uit van het arrondissement Montauban. Het werd opgeheven bij decreet van 27 februari 2014 met uitwerking op 22 maart 2015.

## Gemeenten
Het kanton Grisolles omvatte de volgende gemeenten:
- Bessens
- Campsas
- Canals
- Dieupentale
- Fabas
- Grisolles (hoofdplaats)
- Labastide-Saint-Pierre
- Monbéqui
- Nohic
- Orgueil
- Pompignan